# Antichloris scotoptera
Antichloris scotoptera är en fjärilsart som beskrevs av George Francis Hampson 1914. Antichloris scotoptera ingår i släktet Antichloris och familjen björnspinnare. Inga underarter finns listade i Catalogue of Life.